# Ла-Рошель-7
Ла-Рошель 7-й кантон (фр. Canton de La Rochelle-7) — кантон во Франции, находится в регионе Пуату — Шаранта. Департамент кантона — Шаранта Приморская. Входит в состав округа Ла-Рошель. Население кантона на 2006 год составляло 9706 человек.
Код INSEE кантона 1748. Всего в кантон Ла-Рошель 7-й кантон входят 1 коммун, из них главной коммуной является Ла-Рошель.

## Коммуна кантона
- Ла-Рошель.